# カール・ホルン
カール・ホルン（Carl Horn、名はKarlとも、1874年4月27日 - 1945年1月21日）はドイツの画家である。ナチスの総統代理、ルドルフ・ヘスの義父になったこともあって、ナチス時代に創立されたブレーメンの「ノルディシェ・クンストホーホシュール(Nordische Kunsthochschule:北方高等美術学校)の校長になった。

## 略歴
現在のヘッセン州のカッセルで生まれた。1893年から1894年にカッセルの美術学校でガブリエル・フォン・ハックル(Gabriel von Hackl) に学んだ後、1896年から1898年はミュンヘン美術院でカール・マールに学んだ。ヌードなどの人物画や風景画を描いた。
第一次世界大戦で戦死した医者の未亡人、エルザ(Elsa Pröhl)と1920年代に再婚した。エルザの連れ子のイルゼ(Ilse Hess)がヒトラーの私設秘書で、ナチスの総統代理となる、ルドルフ・ヘスと1927年に結婚したことで、ホルンはヘスの義父となり、ナチスの有力者たちと親しい関係を築くことになった。
1934年にブレーメンの工芸学校がナチスの文化政策の一環として美術学校として拡充された時 、画家のフリッツ・マッケンゼンが校長になり、建築家のエドゥアルト・スコットラント(Eduard Scotland)や彫刻家のエルンスト・ゴーゼマン(Ernst Gorsemann) らが理事となり、ホルンは教授になった。1935年からは校長になったが、1941年にルドルフ・ヘスがイギリスに「亡命飛行」をしたために、辞職を求められた。イルゼ・ヘスが住んでいたバイエルン州のBad Oberdorに移り、1945年にそこで亡くなった。

## 作品

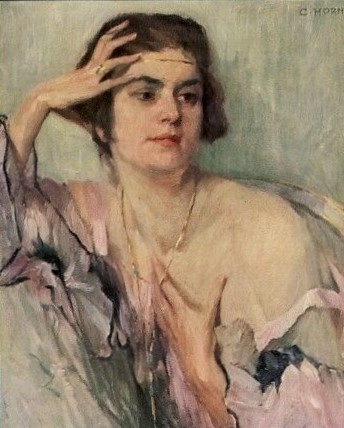
金のチェーンを付けた女性(1925)
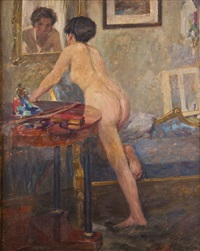
鏡の前のヌードと室内